# Darkhan-Uul
Darkhan-Uul (mongolsk: Дархан-Уул, tr. Darkhan-Uul) er en af Mongoliets 21 provinser. Der bor 94.625 personer i Darkhan-Uul. Provinsens hovedstad hedder Darkhan.